# Benedictus Reuselius
Benedictus Reuselius, född maj 1671 i Linköping, död 4 juni 1711 i Västerlösa socken, han var en svensk kyrkoherde i Västerlösa församling. 

## Biografi
Benedictus Reuselius föddes i maj 1671 i Linköping. Han var son till kyrkoherde i Askeryds socken. Reuselius studerade i Linköping och blev 1691 student vid Lunds universitet. han blev 1695 filosofie kandidat och 1697 kollega i Linköping. Reuselius prästvigdes 8 maj 1701 till komminister i Veta församling och blev 1711 kyrkoherde i Västerlösa församling. Han avled i pesten 4 juni 1711 i Västerlösa socken och begravdes av kyrkoherden J. Könsberg i Östra Tollstads socken.

### Familj
Reuselius gifte sig 1701 med Helena Fallerius (1685–1769). Hon var dotter till kyrkoherden i Veta socken. De fick tillsammans barnen Jonas (1703–1711), Magnus (1705–1732), Maria och Samuel. Efter Reuselius död gifte Helena Fallerius om sig med kyrkoherden Odericus Milander i Västerlösa socken.